# Frații Olsen

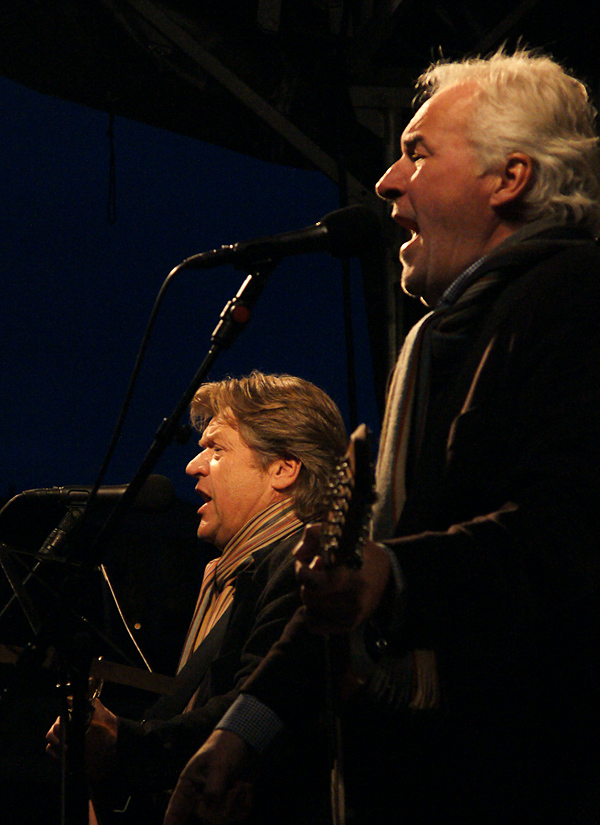
Olsen Brothers, 2009

Frații Olsen  sunt doi  artiști din Danemarca, câștigătorii ediției a 46-a a Eurovision, cu un total de 195 de puncte.